# Mazinkaiser SKL
Mazinkaizer SKL[n 1] (マジンカイザースカル Majinkaizā Sukaru?) là OVA spin-off theo OVA Mazinkaiser của Go Nagai, OVA này cũng là spinoff của anime Mazinger Z. Tập đầu tiên của OVA được chiếu vào ngày 27 tháng 11 năm 2010 và sau đó được phát hành thành DVD vào 28  tháng 1 năm 2011. Đồng thời một tiểu thuyết dài kì chuyển thể theo bộ phim cũng được đăng trên tạp chí Dengeki Hobby Magazine của ASCII Media Works và một bản manga chuyển thể khác cũng được phát hành qua tạp chí online trên điện thoại Shu 2 Comic Gekkin . Giống với anime Shin Mazinger Shougeki! Z Hen, nhiều nhân vật và một số tình tiết có trong các sản phẩm khác của mangaka Go Nagai cũng xuất hiện trong bộ phim này.

## Nội dung
Trước các sự kiện xảy ra trong anime, có ba phe Garan Army, Kiba Army và Hachiryoukaku (Aira Army), mỗi phe nắm giữ một khu vực và giao tranh trên Machine Island.

## Nhân vật
- Ken Kaidou (海動剣 Kaidō Ken?)

Lồng tiếng bởi: Shintarō Asanuma
Một trong hai pilot chính của Mazinkaizer SKL và một nửa của Death Caprice Squad. Với sở trường chiến đầu bằng kiếm và dao, Ken là người điểu khiến của SKL khi mecha này sử dụng vũ khí là thanh Ganzantou. Anh ta là một kẻ nóng tính, khiếm nhã và có tính tình thô lỗ. Bí danh của Ken là "Amon 6" (アモン6).
- Ryou Magami (真上遼 Magami Ryō?)

Lồng tiếng bởi: Satoshi Hino (tiếng Nhật), Doug Erholtz (tiếng Việt)
Một trong hai pilot chính của Mazinkaizer SKL và một nửa của Death Caprice Squad. Một người có quá khứ bí ẩn, anh ta sử dụng súng rất giỏi và là người điểu khiến của SKL khi mecha này sử dụng đôi súng ngắn Breast Trigger trong chiến đấu. Anh ta là một người trầm tính, theo kiểu chủ nghĩa hư vô nhưng lại rất hung dữ mỗi khi nổi nóng. Bí danh của Ryou là "Lucifer 4" (ルシファー4 Rushifā 4).
- Tsubasa Yuuki (由木翼 Yūki Tsubasa?)

Lồng tiếng bởi: Saori Hayami (tiếng Nhật), Erin Fitzgerald (tiếng Việt)
Đồng đội của Ken và Ryo, giữ vai trò nhân viên kĩ thuật. Cô là thành viên của Gren Falcon Squad (グレンファルコン隊 Guren Farukon Tai), một nhánh của Skull Force. Trái với vẻ ngoài ngây thơ và rụt rè, cô rất mạnh mẽ và quyết đoán khi thực hiện nhiệm vụ.
- Kojindani (荒神谷 Kōjindani?)

Lồng tiếng bởi: {{{1}}}
Tahnfh viên của WSO và là tổng chỉ huy của Skull Force.
- Scarlet Hibiki (スカーレット・ヒビキ Sukāretto Hibiki?)

Lồng tiếng bởi: Masumi Asano
Lãnh đạo của Gren Falcon Squad, chi nhánh của Skull Force. Trong phiên bản manga, cô là sĩ quan cấp trên Ken và Ryo.
- Kiba (キバ?)

Lồng tiếng bởi: Nobuyuki Hiyama
Người đứng đầu Kiba Army. Ngoài việc chống lại các phe đối địch, hắn bị ám ảnh với việc tìm kiếm và đánh bại Mazinkaizer SKL. Khi đội quân của mình bị quét sạch bởi đòn tấn công của SKL, hắn đã tự mình ra trận với mecha riêng tên là Bakuryuki và bị đánh bại tới mức suýt chết. Với vai trò là pilot của Iron Kaiser hắn đã đối đầu với SKL lần hai. Hắn ta là một kẻ hung hăng, thô lỗ, và bất cẩn. Trong một cảnh cho thấy hắn có sở thích uống rượu với phụ nữ ở bên cạnh. Có một gợi ý là phụ nữ trong đội quân của Kiba là các tù nhân mà bọn chúng bắt được từ Aira Army. Tạo hình của Kiba được trên nhân vật "Zuba The Barbarian" trong tác phẩm cùng tên của Go Nagai. Đội quân của Kiba được dựa theo bọn đạo tặc trong Bắc Đẩu Thần Quyền và Mad Max 2. Căn cứ của hắn ta giống như được sử dụng trên một chiếc máy bay đã hỏng.
- Gouda (グーダ?)

Lồng tiếng bởi: Nobuo Tobita
Một trong các thuộc hạ của Kiba.
- Garan (ガラン?)

Lồng tiếng bởi: Banjō Ginga
Lãnh đạo củaGaran Army. Không giống như Kiba, ông ta là một kẻ trầm tính và mưu mô. Ông ta rất giỏi sử dụng kiếm, ông ta đã có một trận đấu tay đôi với Ken. Và ông ta cũng là một pilot rất đáng sợ với khả năng ucar mình ông ta đã đánh bại SKL trong lần chạm trán đầu tiên. Ông ta chết trong trận đấu lần hai với SKL sau khi biết tin Himiko đã bị Kiba sát hại. Đội quân của Garan và căn cứ của ông được dựa theo Nhật Bản thời phong kiến.
- Himiko (ヒミコ?)

Lồng tiếng bởi: Kikuko Inoue
Sát thủ cấp cao của Garan. Trong Tập 3, cô được tiết lộ là chị gái của Aira và là cựu lãnh đạo của Hachiryokaku, nhưng đã đào thoát sang phe của Garan vì lý do nào đó không rõ. Cô đồng thời cũng biết được vị trí Iron Kaiser được cất giấu, chính điều này đã dẫn tới việc Kiba sát hại cô. Tạo hình của cô được dựa theo nhân vật Slum Queen trong Violence Jack.
- Aira (アイラ?)

Lồng tiếng bởi: Atsuko Tanaka
Lãnh đạo của Aira Army, đồng thời còn được biết tới với tên "Hachiryoukaku" (八稜郭 hachiryōkaku). Tạo hình của cô được dựa theo nhân vật cùng tên trong God Mazinger
- Hurricane (ハリケーン harikēn?) Lồng tiếng bởi: Ryoko Shiraishi
- Fancy (ファンシー fanshī?) Lồng tiếng bởi: Mikako Takahashi
- Flash (フラッシュ furasshu?) Lồng tiếng bởi: Eri Kitamura
- Misty (ミスティ misuti?) Lồng tiếng bởi: Ai Shimizu

Các nhân vật nữ của Hachiryoukaku và là các pilot của đơn vị Psycho Gear. Tên của họ được theo các form biến hình của Cutie Honey.

## Mecha
- Mazinkaizer SKL

Mecha chính của OVA và cũng là cũng là tên của OVA cũng như các sản phẩm chuyển thể liên quan, trong OVA thì các nhân vật chỉ gọi ngắn gọn là Kaiser. Không giống với Mazinkaiser xuất hiện trong phần OAV trước đó, manga và video games, phiên bản này Mazinkaiser có thiết kế hoàn toàn khác, trông nó có nét của ma quỷ. Một trong những thay đổi lớn nhất là ở Kaiser Pilder, chiếc máy bay đáp vào phần như vương miện trên đầu Mazinkaiser tạo thành buồng điều khiển của mecha. Nó đã được đổi tên thành "Skull Pilder" và đã được thiết kế lại với hình dáng giống như cái tên của nó. Skull Pilder cần phải có hai pilot để điều khiển nó, không giống như Kaiser Pilder chỉ cần một pilot. Một sự thay đổi khác là phần mí mắt có màu xanh thay vì màu vàng như các Mazinger đã xuất hiện trước đó. Biểu tượng "Z" ở chính giữa ngực của Mazingkaiser gốc thì được thay bằng hình cái đầu lâu ở phiên bản Mazinkaizer SKL này.
Vũ khí của Mazinkaizer SKL cũng khác so với Mazinkaiser gốc. Phiên bản này của Mazinkaizer được trang bị một vũ khí có tên là "Ganzantou", đây là một thanh kiếm lớn và có thể gắn trên lưng mecha. 
Vũ khí khác dành riêng cho Mazinkaizer SKL có tên là "Breast Triggers". Nó được gắn ở giữa ngực của Mazinkaizer SKL, chúng là một cặp súng ngắn được SKL sử dụng để tiêu diệt các kẻ thù ở tầm trung. Khi Breast Triggers không được sử dụng thì chúng được gắn trên ngực của SKL, nó tạo thành một hình trông giống như mặt của nhân vật Devilman.
- Wingle (ウイングル uinguru?)

MAZINKAISER SKL & WINGLE

Nữ robot hỗ trợ cho Mazinkaizer SKL. Thiết kế của Wingle là sự kết hợp giữa các nữ mecha xuất hiện trong thương hiệu Mazinger (Aphrodite A, Venus A & Minerva X) cùng với các đặc điểm của Devil Lady. Giống như SKL, Wingle cũng có một buồng lái có thể tháo rời nằm ở trên đầu tên là "Lady Falcon", pilot là Tsubasa trong anime và là Scarlet trong manga.
- Bakuryuki
- Iron Kaiser

Con robot được giấu trong pháo đài của Garan, đây là bí mật được chế tạo bởi WSO và nó chứa một nửa của Gravity Curtain, có năng lượng chung nguồn - Graviton Reactor. Lò phản ứng của Iron Kaiser có khả năng cung cấp năng lượng gần như cùng với sức mạnh và tốc độ khổng lồ. Thiết kế của Iron Kaiser dường như là được dựa trên Shuten Doji, nhân vật trong manga cùng tên của Go Nagai có màu đỏ và bạc kim loại. Các vũ khí của nó bao gồm bao gồm Turbo Smasher Punch (Smasher Punch) và Rust Tornado (Iron Tornado), đôi song kiếm-giáo, Súng Máy, Tên Lửa và Shoulder Blasters. Iron Kaiser do Kiba điều khiển trong trận chiến cuối cùng với SKL.
- Geistteles
- Psycho Gear
- GRK-7
- DBM-2
- X Battler
- Mazin Brothers

Mazin Brothers là bản sản xuất hàng loạt của Mazinger Z và chỉ xuất hiện trong phiên bản tiểu thuyết chuyển thể. Nó có ngoại hình giống với bản gốc nhưng không bao gồm các loại vũ khí như bản gốc. Thay vào đó, Mazin Brother được trang bị Missile Launchers hoặc có Rust Hurricane Backpack là vũ khí chính.
- Mazinger Z

Mecha này chỉ xuất hiện trong phiên bản tiểu thuyết chuyển thể. Pilot của Mazinger Z không được tiết lộ danh tính.

## Sản xuất
- Theme songs:
  - Opening: "The Eternal Soldiers" (thể hiện bởi Loudness, lời Minoru Niihara, composition by Akira Takasaki, arrangement by Loudness)
  - Ending: "Juggernaut" (thể hiện bởi Sadie, lời Mao, composition by Sadie, arrangement by Sadie)
  - Insert (Ep.03): LEGEND of KAISER (thể hiện bởi Rey)